# Embaixada do Brasil em Kingston
A Embaixada do Brasil em Kingston é a missão diplomática brasileira da Jamaica. A missão diplomática se encontra no endereço, Pan Caribbean Building 10 th floor, 60 Knutsford Boulevard, Kingston 5, Kingston, Jamaica.